# Пинтадас
Пинтадас (порт. Pintadas) — муниципалитет в Бразилии, входит в штат Баия. Составная часть мезорегиона Северо-центральная часть штата Баия. Входит в экономико-статистический микрорегион Фейра-ди-Сантана. Население составляет 11 308 человек на 2006 год. Занимает площадь 531,4 км². Плотность населения — 21,4 чел./км².
Праздник города —  9 мая.

## История
Город основан 9 мая 1985 года.

## Статистика
- Валовой внутренний продукт на 2003 год составляет 17 963 049,00 реалов (данные: Бразильский институт географии и статистики).
- Валовой внутренний продукт на душу населения на 2003 год составляет 1613,50 реалов (данные: Бразильский институт географии и статистики).
- Индекс развития человеческого потенциала на 2000 год составляет 0,625 (данные: Программа развития ООН).